# 小行星9633
小行星9633（9633 Cotur）是一颗绕太阳运转的小行星，为主小行星带小行星。该小行星于1993年10月20日发现。

## 轨道参数
小行星9633的轨道半长轴为3.0424583 UA，离心率为0.132。